# Salt and Sanctuary
Salt and Sanctuary est un jeu vidéo de rôle développé par Ska Studios (en). Le jeu est sorti le 15 mars 2016 sur PlayStation 4, le 17 mai 2016 sur Microsoft Windows et le 28 mars 2017 sur PlayStation Vita .

## Système de jeu
Le jeu en 2D présente une vue de profil. Différentes armes sont trouvables, chacune possédant des mouvements spécifiques. Il est possible d'alterner entre bouclier et arme à deux mains, ainsi que d'utiliser différents éléments magiques.

## Synopsis
Après le naufrage de son navire, un marin se retrouve sur une étrange île, propulsé au milieu d'une guerre séculaire.